# ゲラニルゲラニオール-18-ヒドロキシラーゼ
ゲラニルゲラニオール-18-ヒドロキシラーゼ（Geranylgeraniol 18-hydroxylase）は、ジテルペノイド生合成酵素の一つで、次の化学反応を触媒する酸化還元酵素である。
ゲラニルゲラニオール + NADPH + H+ + O2 = 18-ヒドロキシゲラニルゲラニオール + NADP+ + H2O
この酵素の基質はゲラニルゲラニオール、NADPH、H+とO2で、生成物は18-ヒドロキシゲラニルゲラニオール、NADP+とH2Oである。
組織名はgeranylgeraniol,NADPH:oxygen oxidoreductase (18-hydroxylating)で、略してGGOH-18-hydroxylaseとも書かれる。